# Angophora dichromophloia
Angophora dichromophloia är en myrtenväxtart som beskrevs av William Faris Blakely. Angophora dichromophloia ingår i släktet Angophora och familjen myrtenväxter.
Artens utbredningsområde är New South Wales. Inga underarter finns listade i Catalogue of Life.